# Huskies du Connecticut
Les Huskies du Connecticut ou Huskies de l'UConn  (Connecticut Huskies / UConn Huskies en anglais) sont un club omnisports universitaire composé des équipes féminines et masculines représentant l'université du Connecticut située à Storrs dans l'État du Connecticut aux États-Unis.
Ses équipes participent aux compétitions universitaires organisées par la National Collegiate Athletic Association au sein de sa Division I. Les Huskies ont fait partie de la Big East Conference de 2005 à 2012 et de l'American Athletic Conference jusqu'en juillet 2020. Elles réintègrent la Big East Conference à l'exception de l'équipe de football américain qui a pris le statut d'équipe indépendante au sein de la NCAA Division I FBS.
Les équipes masculines et féminines de basket-ball, présentes depuis les années 1980 au sein de la Big East Conference, sont les plus emblématiques de l'université puisqu'elles ont toutes deux été sacrées championnes nationales en 2004, une première en NCAA Division I.
La présente page est néanmoins principalement dédiée au traitement du football américain au sein de l'université. Son stade est situé en dehors du campus, à East Hartford.

## Sports représentés
| Hommes (?)                                  | Femmes (?)        |
| ------------------------------------------- | ----------------- |
| Athlétisme †                                | Athlétisme †      |
| Baseball                                    | Aviron            |
| Basketball                                  | Basketball        |
| Cross country                               | Cross country     |
| Football (soccer)                           | Football (soccer) |
| Football américain                          | Hockey sur gazon  |
| Golf                                        | Hockey sur gazon  |
| Hockey sur glace                            | Lacrosse          |
| Natation/Plongeon                           | Natation/Plongeon |
| Tennis                                      | Softball          |
|                                             | Tennis            |
|                                             | Volley-ball       |
| † – Athlétisme en salle et/ou en plein air. |                   |

## Football américain

### Descriptif en fin de saison 2020
- Couleurs :   (Bleu marine et blanc)
- Dirigeants :
  - Directeur sportif : David Benedict
  - Entraîneur principal : Randy Edsall (en), 15e saison, bilan : 80 - 100 (44,4 %)
- Stade :
  - Nom : Pratt & Whitney Stadium at Rentschler Field
  - Capacité : 42 704
  - Surface de jeu : pelouse naturelle
  - Lieu : East Hartford, Connecticut
- Conférence :
  - Actuelle : Indépendants (depuis 2020)
  - Anciennes FCS :
    - Athletic League of New England State Colleges (en) (1897–1922)
    - New England Conference (en) (1923–1946)
    - Yankee Conference (en) (1947–1996)
    - Atlantic 10 Conference (1997–1999)

Anciennes FBS :
- -     - Indépendants (2000–2003)
    - Big East Conference (2004–2012)
    - American Athletic Conference (2013–2019)
- Internet :
  - Nom site Web : UConnHuskies.com
  - URL : https://uconnhuskies.com/sports/football
- Bilan des matchs :
  - Victoires : 511 (46,9 %)
  - Défaites : 582
  - Nuls : 38
- Bilan des Bowls :
  - Victoires : 3 (50,0 %)
  - Défaites : 3
  - Nuls : 0
- College Football Playoff :
- Titres :
  - Titres nationaux : 0
  - Titres de conférence : 25
- Joueurs :
  - Meilleures statistiques individuelles de l'histoire des Huskies (en).
  - Vainqueurs du Trophée Heisman : 0
  - Sélectionnés All-American : 0
- Hymne : UConn Husky
- Mascottes : Jonathan the Husky (en) (un husky d'Alaska et un personnage costumé)
- Fanfare : The Pride of Connecticut (en)
- Rivalités :
  - Minutemen d'UMass
  - Rams du Rhode Island
  - Knights de l'UCF

### Histoire

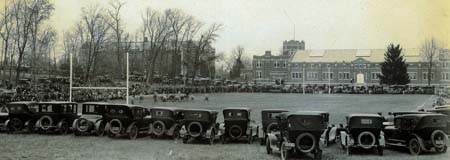
Match en 1920 sur le Gardner Dow Athletic Fields.

Le premier match de football américain de UConn a lieu en 1896. Le programme connait sa première saison sans défaite en 1924. Quatre joueurs y ayant participé ont fait carrière en NFL, l'un d'entre eux remportant le titre de champion national 1928 avec les Steamrollers de Providence et deux autres jouant pour les  Blues d'Hartford (en) en 1936 en compagnie des Four Horsemen (en) anciens champions nationaux de 1924 avec Notre Dame.
UConn rejoint la NCAA Division I FBS en 2000 et y joue comme équipe indépendante jusqu'en fin de saison 2003. Elle devient ensuite membre de la Big East Conference en 2004. UConn participe au Motor City Bowl 2004 qu'ils remportent par un score de 39-10 sur les Rockets de Toledo, le quarterback des Huskies, Dan Orlovsky, étant désigné MVP du match.
En 2007, les Huskies connaissent leur meilleure saison en 2007 gagnant tous leurs matchs à domicile et terminant avec un bilan de 9 victoires pour 3 défaites. Ils sont ensuite battus par les Deamon Decons de Wake Forest sur le score de 24 à 10 lors du Meineke Car Care Bowl 2007. La saison suivante, ils terminent avec un bilan de 7 victoires et 5 défaites mais remportent l'International Bowl 2009 joué contre Buffalo.
Au cours de la saison de football 2009, le cornerback Jasper Howard (en) est retrouvé poignardé à mort sur le campus après avoir célébré la victoire obtenue contre les Cardinals de Louisville. UConn l'a honoré pendant le reste de la saison, laquelle aurait été celle de son année senior. Les Huskies remportent la Big East Conference en 2011 et participent au Fiesta Bowl 2011, le premier bowl majeur de leur histoire (défaite 20-48 contre les Sooners de l'Oklahoma). Les saisons suivantes ne seront pas prolifiques. La Big East change de nom en 2013 et devient l'American Ethletic Conference (AAC) et le St. Petersburg Bowl 2015 sera le seul bowl auquel participeront les huskies entre 2012 et 2020 (défaite 10-16 contre les Thundering Herd de Marshall).
À la suite de la pandémie de Covid-19, l'université a décidé d'annuler les matchs prévus au cours de la saison 2020,.

### Jonathan the Husky
La mascotte vivante de l'université du Connecticut est un husky d'Alaska, choisi à la suite d'un référendum effectué au sein de l'université en 1933. Le tout premier avait une robe brune et blanche et les suivants avaient une robe blanche avec un œil de couleur bleu et l'autre brun. Depuis le changement de logo en 2013, la mascotte doit posséder une robe noire et blanche. Toutes ces mascottes ont reçu le prénom de Jonathan en honneur à Jonathan Trumbull, premier gouverneur de l'État du Connecticut. Un numéro d'ordre est ajouté au prénom si bien que la dernière mascotte en date (depuis la saison 2014) porte le nom de « Jonathan XIV ».
La seconde mascotte est un étudiant costumé ressemblant au husky du logo de l'université.

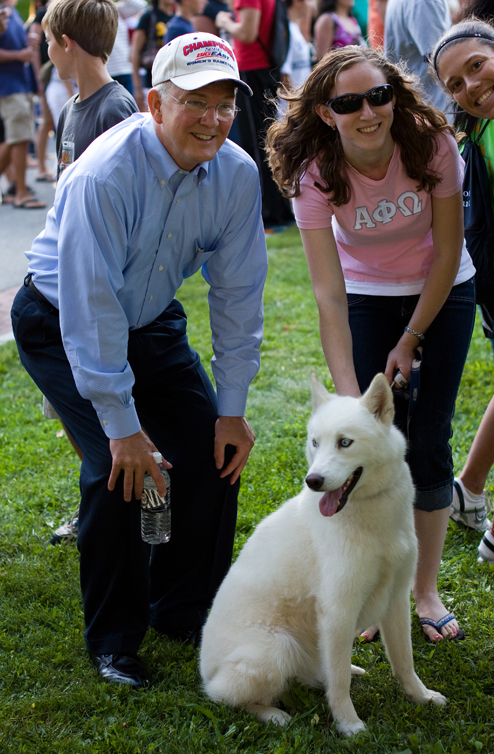
Jonathan XIII en compagnie du président de l'université en 2008.
La version costumée de Jonathan en 2008.

### Husky Fight Song
Le chant de guerre des Huskies du Connecticut a été écrit et composé par Herbert France, fondateur du département de musique de l'université du Connecticut dans les années 1930. La chanson est présentée officiellement sur le campus le 28 novembre 1939 :
| « UConn Husky, symbol of might to the foe. Fight, fight Connecticut, It's vict'ry, Let's go. Connecticut UConn Husky, Do it again for the White and Blue So go--go--go Connecticut, Connecticut U. C-O-N-N-E-C-T-I-C-U-T Connecticut, Conneticut Husky, Connecticut Husky Connecticut C-O-N-N-U ! |

### Infrastructures

#### Pratt & Whitney Stadium at Rentschler Field

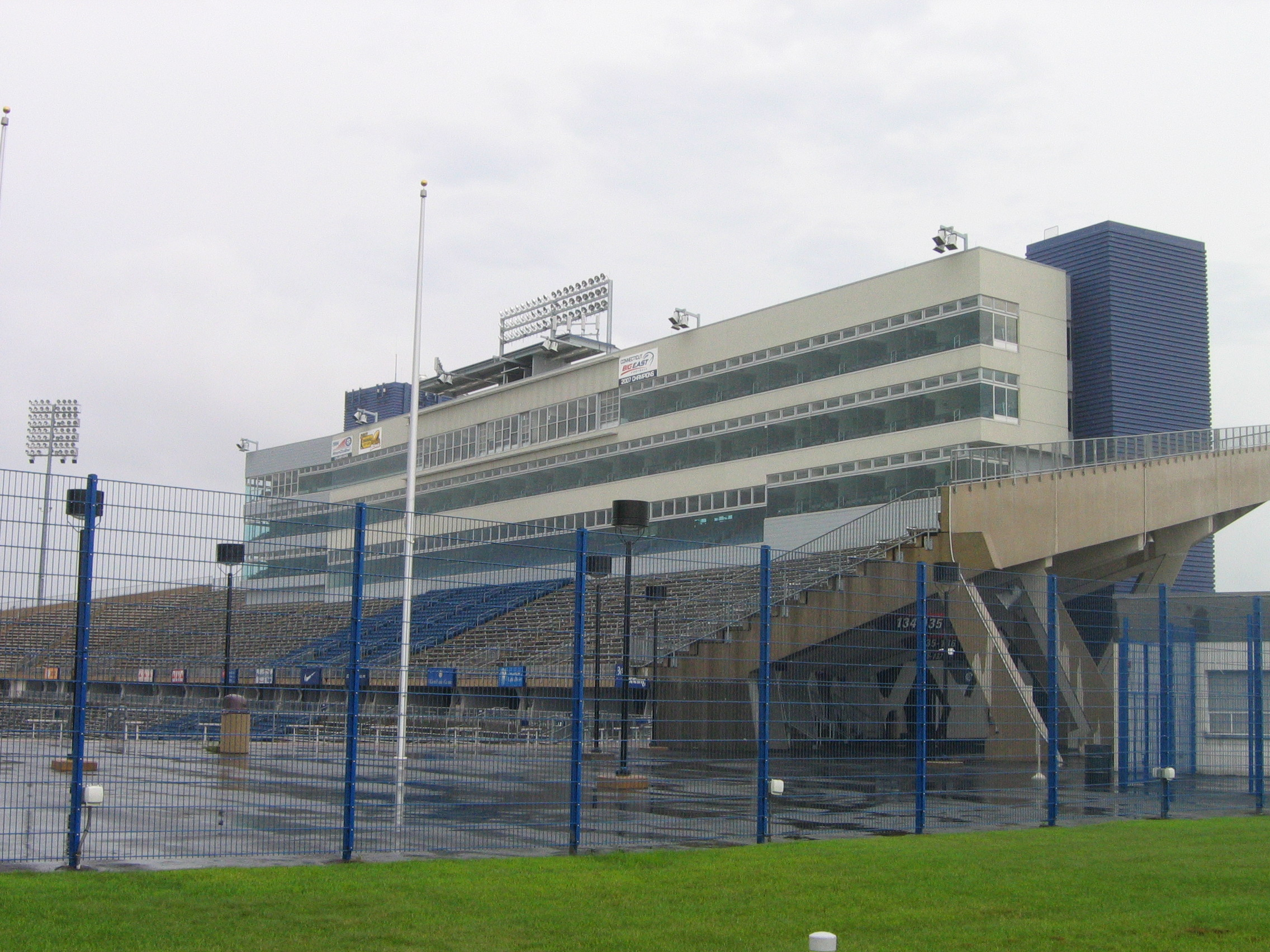
Centre de presse du Rentschler Field en 2008.
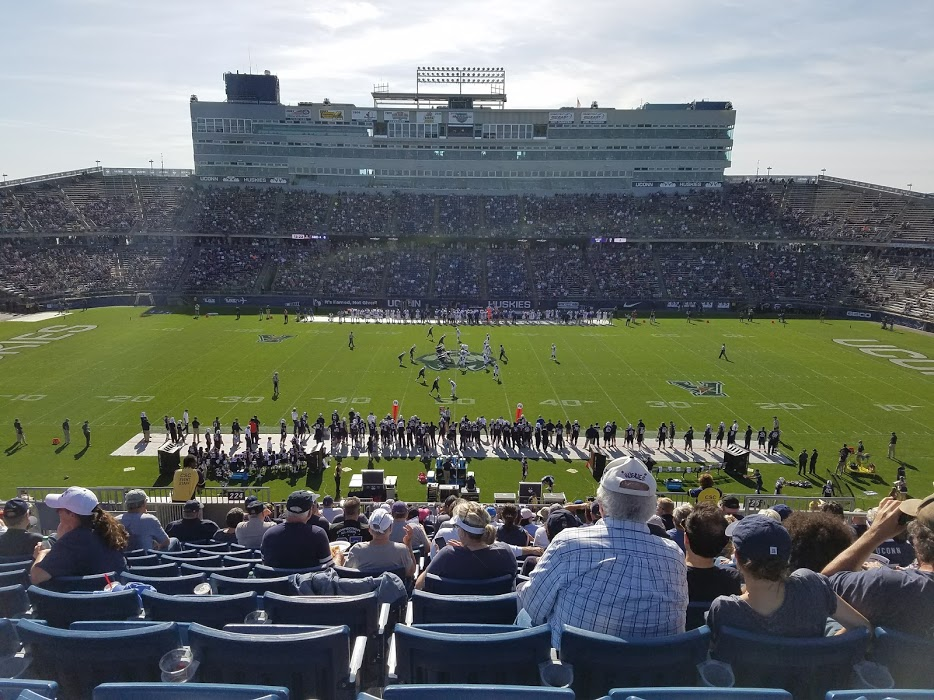
Le Rentschler Field en 2017.

Les huskies jouent leur matchs à domicile au Pratt & Whitney Stadium at Rentschler Field, un stade situé à 32 kilomètres (20 mi) à l'ouest du campus et à seulement 5 kilomètres (3 mi) à l'est du campus de l'université d'East Hartford.
Le match inaugural a eu lieu le 30 août 2003, Connecticut ayant battu les Hoosiers de l'Indiana sur le score de 34 à 10. Depuis l'ouverture, Connecticut affiche un bilan à domicile positif avec 50 victoires pour 30 défaites. Le stade a été rempli avec une moyenne de 97 % pendant huit saisons consécutives (2003-2010).

#### Burton Family Football Complex
Le complexe situé sur Stadium Road à Storrs contient les bureaux des entraîneurs, les salles de réunion des équipes, les installations vidéo, la salle à manger et le salon des étudiants-athlètes. Sa construction a débuté à l'automne 2004 et il a été officiellement inauguré en juillet 2006. Les installations sont considérées comme parmi les meilleures au pays. Le bâtiment porte le nom de Robert Burton, donateur de 2,5 millions de dollars à l'université du Connecticut en 2002.

#### Mark R. Shenkman Training Center
À côté du complexe Burton se trouve le centre d'entraînement « Mark R. Shenkman » de 7 900 m2. Ce centre d'entraînement en salle comprend un terrain de football américain sur toute sa longueur et un centre de musculation et de conditionnement de 1 700 m2. Sa construction a été rendue possible grâce à un don de 2,5 millions de dollars de Mark Shenkman, homme d'affaires et ancien étudiant de l'université. La construction du centre d'entraînement Mark R. Shenkman et du complexe Burton a été gérée en tandem par les sociétés HOK Sport + Venue + Event et JCJ Architecture. Une fois achevés à l'été 2006, les deux bâtiments ont obtenu la certification LEED d'argent. Ce sont les premiers bâtiments sur le campus de l'université du Connecticut et les premières installations de football américain du pays à être certifiées « bâtiment vert ».

### Palmarès
Résultats saison par saison des Huskies du Connecticut en football américain (en)

#### Palmarès en NCAA Division I FCS (1896-1999)
- Participation au tour final de la Division I FCS

| Saison | Entraîneur | Niveau        | Adversaire       | Résultat |
| ------ | ---------- | ------------- | ---------------- | -------- |
| 1998   | Skip Holtz | First Round   | Hampron          | G, 42-34 |
| 1998   | Skip Holtz | 1/4 de finale | Georgia Southern | P, 52–30 |
- Champions de conférence :

Connecticut a remporté 25 titres de conférence dont 15 à égalité (†)
| Saison | Entraîneur               | Conférence                                         | Bilan de saison | Bilan de conférence |
| ------ | ------------------------ | -------------------------------------------------- | --------------- | ------------------- |
| 1901   | T. D. Knowles            | Athletic League of New England State Colleges (en) | 8–2             | 1–0                 |
| 1924   | Sumner Dole              | New England Conference (en)                        | 6–0–2           | 3–0                 |
| 1926 † | Sumner Dole              | New England Conference (en)                        | 7–1             | 2–1                 |
| 1928 † | Sumner Dole              | New England Conference (en)                        | 4–1–3           | 1–0–2               |
| 1936   | J. Orlean Christian (en) | New England Conference (en)                        | 7–2             | 2–0                 |
| 1937 † | J. Orlean Christian (en) | New England Conference (en)                        | 6–2–1           | 1–0                 |
| 1942   | J. Orlean Christian (en) | New England Conference (en)                        | 6–2             | 2–0                 |
| 1945   | J. Orlean Christian (en) | New England Conference (en)                        | 7–1             | 2–0                 |
| 1949 † | J. Orlean Christian (en) | Yankee Conference (en)                             | 4–4–1           | 2–0–1               |
| 1952 † | Robert Ingalls (en)      | Yankee Conference (en)                             | 5–3             | 2–1                 |
| 1956   | Robert Ingalls (en)      | Yankee Conference (en)                             | 6–2–1           | 3–0–1               |
| 1957 † | Robert Ingalls (en)      | Yankee Conference (en)                             | 5–4–1           | 3–0–1               |
| 1958   | Robert Ingalls (en)      | Yankee Conference (en)                             | 7–3             | 4–0                 |
| 1959   | Robert Ingalls (en)      | Yankee Conference (en)                             | 6–3             | 4–0                 |
| 1960 † | Robert Ingalls (en)      | Yankee Conference (en)                             | 5–4             | 3–1                 |
| 1968 † | John Toner (en)          | Yankee Conference (en)                             | 4–6             | 4–1                 |
| 1970   | John Toner (en)          | Yankee Conference (en)                             | 4–4–2           | 4–0–1               |
| 1971 † | Robert Casciola (en)     | Yankee Conference (en)                             | 5–3–1           | 4–1–1               |
| 1973   | Larry Naviaux (en)       | Yankee Conference (en)                             | 8–2–1           | 5–0–1               |
| 1982 † | Walt Nadzak (en)         | Yankee Conference (en)                             | 5–6             | 3–2                 |
| 1983 † | Tom Jackson (en)         | Yankee Conference (en)                             | 5–6             | 4–1                 |
| 1986 † | Tom Jackson (en)         | Yankee Conference (en)                             | 8–3             | 5–2                 |
| 1989 † | Tom Jackson (en)         | Yankee Conference (en)                             | 8–3             | 6–2                 |
| 2007 † | Randy Edsall (en)        | Big East                                           | 9–4             | 5–2                 |
| 2010 † | Randy Edsall (en)        | Big East                                           | 8–5             | 5–2                 |
- Champions de division :

Connecticut a remporté 1 titre de division partagé avec les Minutmen d'UMass(†)
| Saison | Conférence            | Division    | Entraîneur      | Bilan de saison | Bilan en conférence |
| ------ | --------------------- | ----------- | --------------- | --------------- | ------------------- |
| 1998 † | New Englan Conference | Atlantic 10 | Skip Holtz (en) | 10-3            | 6-2                 |

#### Palmarès en NCAA Division I FBS (depuis 2000)
- Bowls :

Connecticut a participé à 6 bowls universitaires, en a remporté 3 pour 3 défaites.
| Saison | Entraîneur        | Bowl                       | Adversaire                      | Résultat |
| ------ | ----------------- | -------------------------- | ------------------------------- | -------- |
| 2004   | Randy Edsall (en) | Motor City Bowl 2004       | Rockets de Toledo               | G, 39–10 |
| 2007   | Randy Edsall (en) | Meineke Car Care Bowl 2007 | Demon Deacons de Wake Forest    | P, 10–24 |
| 2008   | Randy Edsall (en) | International Bowl 2009    | Bulls de Buffalo                | G, 38–20 |
| 2009   | Randy Edsall (en) | PapaJohns.com Bowl 2010    | Gamecocks de la Caroline du Sud | G, 20–7  |
| 2010   | Randy Edsall (en) | Fiesta Bowl 2011           | Sooners de l'Oklahoma           | P, 20–48 |
| 2015   | Bob Diaco (en)    | St. Petersburg Bowl 2015   | Thundering Herd de Marshall     | P, 10–16 |

### Entraîneurs
Les Huskies ont connu 29 entraîneurs depuis la création du programme :
| N°   | Nom                                                     | Saisons                 | Bilan global | Bilan global | Bilan global | Bilan global | Bilan global | Bilan en conference | Bilan en conference | Bilan en conference | Bilan en conference | Bowl | Bowl | Bowl | Titre    | Titre      | Trophée |
| ---- | ------------------------------------------------------- | ----------------------- | ------------ | ------------ | ------------ | ------------ | ------------ | ------------------- | ------------------- | ------------------- | ------------------- | ---- | ---- | ---- | -------- | ---------- | --- |
| N°   | Nom                                                     | Saisons                 | Nb.          | G.           | P.           | N.           | %            | G.                  | P.                  | N.                  | %                   | G.   | P.   | N.   | Division | Conférence | Trophée |
| 0    | Pas d'entraîneur                                        | 1896–1997               | 15           | 10           | 5            | 0            | 66,7         | —                   | —                   | —                   | —                   | —    | —    | —    | —        | —          | — |
| 1    | E. S. Mansfield (en)                                    | 1898                    | 3            | 0            | 3            | 0            | 00,0         | —                   | —                   | —                   | —                   | —    | —    | —    | —        | —          | — |
| 2    | Thomas D. Knowles (en)                                  | 1899–1901               | 26           | 18           | 7            | 1            | 71,2         | —                   | —                   | —                   | —                   | —    | —    | —    | —        | —          | — |
| 3    | Edwin O. Smith (en)                                     | 1902–1905               | 28           | 14           | 13           | 1            | 51,8         | —                   | —                   | —                   | —                   | —    | —    | —    | —        | —          | — |
| 4    | George H. Lamson (en)                                   | 1906–1907               | 13           | 4            | 9            | 0            | 30,8         | —                   | —                   | —                   | —                   | —    | —    | —    | —        | —          | — |
| 5    | William F. Madden (en)                                  | 1908                    | 8            | 4            | 3            | 1            | 56,3         | —                   | —                   | —                   | —                   | —    | —    | —    | —        | —          | — |
| 6    | S. Frank G. McLean (en)                                 | 1909                    | 8            | 3            | 5            | 0            | 37,5         | —                   | —                   | —                   | —                   | —    | —    | —    | —        | —          | — |
| 7    | M. F. Claffey (en)                                      | 1910                    | 7            | 1            | 5            | 1            | 21,4         | —                   | —                   | —                   | —                   | —    | —    | —    | —        | —          | — |
| 8    | Leo Hafford (en)                                        | 1911                    | 5            | 0            | 5            | 0            | 00,0         | —                   | —                   | —                   | —                   | —    | —    | —    | —        | —          | — |
| 9    | Abraham J. Sharadin (en)                                | 1912                    | 6            | 3            | 3            | 0            | 50,0         | —                   | —                   | —                   | —                   | —    | —    | —    | —        | —          | — |
| 10   | P. T. Brady (en)                                        | 1913                    | 8            | 5            | 3            | 0            | 62,5         | —                   | —                   | —                   | —                   | —    | —    | —    | —        | —          | — |
| 11   | Dave Warner (en)                                        | 1914                    | 3            | 3            | 0            | 0            | 100,0        | —                   | —                   | —                   | —                   | —    | —    | —    | —        | —          | — |
| 12   | John F. Donahue (en)                                    | 1915–1916               | 16           | 2            | 14           | 0            | 12,5         | —                   | —                   | —                   | —                   | —    | —    | —    | —        | —          | — |
| —    | Saison annulée (guerre)                                 | 1917–1918               | —            | —            | —            | —            | —            | —                   | —                   | —                   | —                   | —    | —    | —    | —        | —          | — |
| 13   | Roy J. Guyer (en)                                       | 1919                    | 8            | 2            | 6            | 0            | 25,0         | —                   | —                   | —                   | —                   | 0    | 0    | 0    | —        | —          | — |
| 14   | Ross Swartz (en)                                        | 1920                    | 8            | 1            | 6            | 1            | 18,8         | —                   | —                   | —                   | —                   | 0    | 0    | 0    | —        | —          | — |
| 15   | J. Wilder Tasker (en)                                   | 1921–1922               | 17           | 5            | 8            | 4            | 41,2         | —                   | —                   | —                   | —                   | 0    | 0    | 0    | —        | —          | — |
| 16   | Sumner Dole (en)                                        | 1923–1933               | 89           | 36           | 39           | 14           | 48,3         | —                   | —                   | —                   | —                   | 0    | 0    | 0    | —        | —          | — |
| 17   | J. Orlean Christian (en) (saison 1943 annulée - guerre) | 1934–1949               | 121          | 66           | 51           | 4            | 56,2         | 5                   | 3                   | 0                   | 43,8                | 0    | 0    | 0    | —        | 1          | — |
| 18   | Arthur Valpey (en)                                      | 1950–1951               | 16           | 7            | 9            | 0            | 43,8         | 2                   | 4                   | 0                   | 62,5                | 0    | 0    | 0    | —        | 0          | — |
| 19   | Robert Ingalls (en)                                     | 1952–1963               | 106          | 49           | 54           | 3            | 47,6         | 29                  | 16                  | 3                   | 63,5                | 0    | 0    | 0    | —        | 6          | — |
| 20   | Rick Forzano (en)                                       | 1964–1965               | 18           | 7            | 10           | 1            | 41,7         | 4                   | 3                   | 1                   | 56,3                | 0    | 0    | 0    | —        | 0          | — |
| 21   | John Toner (en)                                         | 1966–1970               | 47           | 20           | 24           | 3            | 45,7         | 17                  | 6                   | 2                   | 72,0                | 0    | 0    | 0    | —        | 2          | Husky d'honneur (en) (comme directeur sportif)                                                                     |
| 22   | Robert Casciola (en)                                    | 1971–1972               | 18           | 9            | 8            | 1            | 52,8         | 8                   | 2                   | 1                   | 77,3                | 0    | 0    | 0    | —        | 1          | — |
| 23   | Larry Naviaux (en)                                      | 1973–1976               | 43           | 18           | 24           | 1            | 43,0         | 13                  | 8                   | 1                   | 61,4                | 0    | 0    | 0    | —        | 1          | — |
| 24   | Walt Nadzak (en)                                        | 1977–1982               | 65           | 24           | 39           | 2            | 38,5         | 14                  | 15                  | 1                   | 48,3                | 0    | 0    | 0    | —        | 1          | — |
| 25   | Tom Jackson (en)                                        | 1983–1993               | 119          | 62           | 57           | 0            | 52,1         | 42                  | 35                  | 0                   | 54,5                | 0    | 0    | 0    | 0        | 2          | Entraîneur de l'année en Yankee Conference (1986) Entraîneur de l'année en New England Conference selon UPI (1986) |
| 26   | Skip Holtz (en)                                         | 1994–1998               | 57           | 34           | 23           | 0            | 59,6         | 22                  | 18                  | 0                   | 55,0                | 1    | 1    | 0    | 1        | 0          | — |
| 27   | Randy Edsall (en)                                       | 1999–2010, 2017–présent | 144          | 74           | 70           | —            | 51,4         | 25                  | 31                  | —                   | 44,6                | 3    | 2    | —    | 0        | 2          | Entraîneur de l'année en Big East Conference (2010)                                                                |
| 28   | Paul Pasqualoni (en)                                    | 2011–2013               | 28           | 10           | 18           | —            | 35,7         | 5                   | 9                   | —                   | 35,7                | 0    | 0    | —    | —        | 0          | — |
| Int. | T. J. Weist (en)                                        | 2013                    | 8            | 3            | 5            | —            | 37,5         | 3                   | 5                   | —                   | 37,5                | 0    | 0    | —    | —        | 0          | — |
| 29   | Bob Diaco (en)                                          | 2014–2016               | 37           | 11           | 26           | —            | 29,7         | 6                   | 18                  | —                   | 25,0                | 0    | 1    | —    | 0        | 0          | — |
| 30   | Randy Edsall (en)                                       | depuis 2017             | 36           | 6            | 30           | —            | 16,7         | 2                   | 22                  | —                   | 8,33                | 0    | 0    | —    | 0        | 0          | — |

### Huskies en AFL
| Draft  | Draft | Draft         | Draft        | Joueur              | Équipe           | Poste  |
| ------ | ----- | ------------- | ------------ | ------------------- | ---------------- | ------ |
| Saison | Tour  | Choix de tour | Choix global | Joueur              | Équipe           | Poste  |
| 1963   | 4     | 3             | 27           | John Contoulis (en) | Jets de New York | Tackle |

### Huskies en NFL
| Draft  | Draft | Draft         | Draft        | Joueur                 | Équipe                             | Poste  | Note                           |
| ------ | ----- | ------------- | ------------ | ---------------------- | ---------------------------------- | ------ | ------------------------------ |
| Saison | Tour  | Choix de tour | Choix global | Joueur                 | Équipe                             | Poste  | Note                           |
| 1946   | 6     | 9             | 49           | Walt Trojanowski       | Redskins de Washington             | Back   |                                |
| 1946   | 9     | 4             | 74           | Walt Dropo (en)        | Bears de Chicago                   | End    |                                |
| 1947   | 24    | 9             | 224          | Bill Moll              | Giants de New York                 | Back   |                                |
| 1947   | 28    | 4             | 259          | Milt Dropo             | Redskins de Washington             | Centre |                                |
| 1958   | 18    | 5             | 210          | Lenny King             | Redskins de Washington             | Back   |                                |
| 1962   | 11    | 13            | 153          | Dave Bishop            | Giants de New York                 | Back   |                                |
| 1962   | 16    | 3             | 213          | John Contoulis (en)    | Giants de New York                 | Tackle |                                |
| 1971   | 4     | 24            | 102          | Vince Clements (en)    | Vikings du Minnesota               | RB     |                                |
| 1974   | 11    | 12            | 272          | Eric Torkelson (en)    | Packers de Green Bay               | RB     |                                |
| 1980   | 8     | 28            | 221          | Ted Walton             | Steelers de Pittsburgh             | DB     |                                |
| 1984   | 4     | 15            | 99           | John Dorsey (en)       | Packers de Green Bay               | LB     |                                |
| 1989   | 9     | 15            | 238          | David Franks           | Seahawks de Seattle                | Guard  |                                |
| 1992   | 12    | 10            | 318          | Cornelius Benton       | Seahawks de Seattle                | Guard  |                                |
| 1994   | 6     | 29            | 190          | Paul Duckworth         | Packers de Green Bay               | LB     |                                |
| 2005   | 3     | 18            | 82           | Alfred Fincher (en)    | Saints de La Nouvelle-Orléans      | LB     |                                |
| 2005   | 5     | 9             | 145          | Dan Orlovsky (en)      | Lions de Détroit                   | QB     |                                |
| 2007   | 6     | 21            | 195          | Deon Anderson (en)     | Cowboys de Dallas                  | RB     |                                |
| 2008   | 4     | 1             | 100          | Tyvon Branch (en)      | Raiders de Las Vegas               | DB     |                                |
| 2008   | 6     | 29            | 195          | Donald Thomas (en)     | Dolphins de Miami                  | Guard  |                                |
| 2009   | 1     | 27            | 27           | Donald Brown (en)      | Colts d'Indianapolis               | RB     |                                |
| 2009   | 2     | 9             | 41           | Darius Butler (en)     | Patriots de la Nouvelle-Angleterre | DB     |                                |
| 2009   | 2     | 28            | 60           | Will Beatty (en)       | Giants de New York                 | Tackle | Vainqueur du Super Bowl (XLVI) |
| 2009   | 2     | 31            | 63           | Cody Brown (en)        | Cardinals de l'Arizona             | LB     |                                |
| 2010   | 4     | 9             | 107          | Marcus Easley          | Bills de Buffalo                   | WR     |                                |
| 2010   | 7     | 42            | 249          | Robert McClain         | Panthers de la Caroline            | DB     |                                |
| 2011   | 5     | 5             | 136          | Anthony Sherman        | Cardinals de l'Arizona             | FB     | Vainqueur du Super Bowl (LIV)  |
| 2011   | 6     | 1             | 166          | Lawrence Wilson (en)   | Panthers de la Caroline            | LB     |                                |
| 2011   | 6     | 18            | 183          | Jordan Todman (en)     | Chargers de San Diego              | RB     |                                |
| 2011   | 7     | 34            | 237          | Greg Lloyd (en)        | Eagles de Philadelphie             | LB     |                                |
| 2012   | 2     | 17            | 49           | Kendall Reyes (en)     | Chargers de San Diego              | DT     |                                |
| 2013   | 3     | 2             | 64           | Dwayne Gratz (en)      | Jaguars de Jacksonville            | DB     |                                |
| 2013   | 3     | 4             | 66           | Sio Moore (en)         | Raiders d'Oakland                  | LB     |                                |
| 2013   | 3     | 8             | 70           | Blidi Wreh-Wilson (en) | Titans du Tennessee                | LB     |                                |
| 2013   | 4     | 27            | 124          | Trevardo Williams (en) | Texans de Houston                  | DE     |                                |
| 2013   | 6     | 33            | 201          | Ryan Griffin (en)      | Texans de Houston                  | TE     |                                |
| 2014   | 7     | 5             | 220          | Shamar Stephen (en)    | Vikings du Minnesota               | DT     |                                |
| 2014   | 7     | 38            | 253          | Yawin Smallwood (en)   | Falcons d'Atlanta                  | LB     |                                |
| 2015   | 1     | 27            | 27           | Byron Jones (en)       | Cowboys de Dallas                  | DB     |                                |
| 2015   | 6     | 10            | 186          | Geremy Davis (en)      | Giants de New York                 | WR     |                                |
| 2017   | 2     | 24            | 56           | Obi Melifonwu          | Raiders d'Oakland                  | DB     |                                |
| 2018   | 6     | 6             | 180          | Folorunso Fatukasi     | Jets de New York                   | DT     |                                |
| 2020   | 3     | 35            | 99           | Matt Peart             | Giants de New York                 | Tackle |                                |

### Rivalités
| Équipe rivale        | Surnom de la rivalité | Trophée de la rivalité        | Bilan des Huskies | Bilan des Huskies | Bilan des Huskies | Bilan des Huskies | Bilan des Huskies | Premier match | Dernier match |
| -------------------- | --------------------- | ----------------------------- | ----------------- | ----------------- | ----------------- | ----------------- | ----------------- | ------------- | ------------- |
| Équipe rivale        | Surnom de la rivalité | Trophée de la rivalité        | Nb.               | V.                | D.                | N.                | %                 | Premier match | Dernier match |
| Minutemen d'UMass    | -                     | -                             | 74                | 35                | 37                | 2                 | 47,3              | 1897          | 2019          |
| Knights d'UCF        | Civil Conflict (en)   | -                             | 04                | 02                | 02                | 0                 | 50,0              | 2013          | 2016          |
| Rams du Rhode Island | -                     | Ramnapping Trophy (1936-1999) | 94                | 52                | 34                | 8                 | 55,3              | 1897          | 2018          |

#### Massachusetts
Le premier match de rivalité avec UMass (en) date de la saison 1897 (victoire 38-0 d'UMass). Les équipes se sont rencontrées chaque année entre la saison 1953 et celle de 1999 alors qu'elles faisaient partie de la NCAA Division I FCS. Connecticut intègre en 2000 la NCAA Division I FBS et est imitée en ce sens par UMass en 2016. Les rencontres redeviennent annuelles depuis la saison 2018.
La plus large victoire est à l'actif de Connecticut qui en 1956 a remporté le match de rivalité sur le score de 71 à 6. La plus longue série de victoires consécutives (8) a été réalisée par UMass entre 1897 et 1922.
En fin de saison 2020, UMass mène la série avec 37 victoires pour 35 à UConn et 2 nuls.

#### Rhode Island
La rivalité avec Rhode Island (en) débute en 1897.
Le vainqueur se voyait remettre le « Ramnapping Trophy » après le vol en 1934 de la mascotte de Rhode Island par un étudiant de UConn. Le nom du trophée est un mixte de « Ram » (Rams étant le surnom de Rhode Island) et de « Kidnapping » signifiant « enlèvement » en anglais.
Les équipes se sont rencontrées pratiquement chaque année jusqu'à la dissolution de la Yankee Conference (en). UConn étant devenue une équipe de NCAA Division I FBS, elles ne se rencontrent plus que très épisodiquement puisque Rhode Island est restée en FCS. Le trophée n'a plus été décerné après la saison 1999. Depuis la saison 2000, elles ne se sont rencontrées qu'à 3 reprises.
En fin de saison 2020, Uconn mène la série avec 52 victoires pour 34 à Rhode Island et 8 nuls. Le trophée a été remporté 40 fois par UConn, 19 fois opar Rhode Island et partagé (nul) à 3 reprises. La plus large victoire est à l'actif de Rhodes Island en 1909, 51 à 0. La plus longue série de victoires consécutives (6) a été réalisée par Rhode Island (1907–1916) et Connecticut (1967–1972).

#### Central Florida
La rivalité avec UFC est toute récente puisqu'elle ne débute qu'en 2013 à la suite de l'arrivée de Connecticut au sein de l'American Athletic Conference. Le match est connu sous le sobriquet de « Civil Conflict » ou « connFLICT » à la suite des propos de l'entraîneur de UConn, Bob Diaco (en). Tout auréolé de la victoire lors du second match de rivalité en 2014, il estime que les rencontres entre les deux équipes sont « excitantes » et spectaculaires, mettant en exherge le fait que les équipes viennent l'une du Nord et l'autre du Sud de la côte est des États-Unis. Il achète lui-même un trophée qu'il met à dispsition des vainqueurs en 2015 et 2016. UCF refuse le trophée après leur victoire en 2016, estimant qu'il ne s'agit pas d'un trophée officiel. Diabo est remercié en fin de saison 2016 et son trophée tombe dans l'oubli.
UCF ne reconnait pas cette rivalité et l'a publiquement rejetée,,
En fin de saison 2020, les équipes ne se sont rencontrées qu'à 4 reprises (le dernier match est celui de 2016), UConn ayant remporté 2 matchs tout comme UFC.

### Identité visuelle

Ancien logo du club.
Autre logo.

## Soccer
- Stade :
  - Nom : Morrone Stadium
  - Capacité : 5 100
  - Surface de jeu : pelouse naturelle
  - Lieu : Storrs, Connecticut

## Crosse
- Stade :
  - Nom : Morrone Stadium
  - Capacité : 5 100
  - Surface de jeu : pelouse naturelle
  - Lieu : Storrs, Connecticut

## Autres sports

### Basket-ball féminin

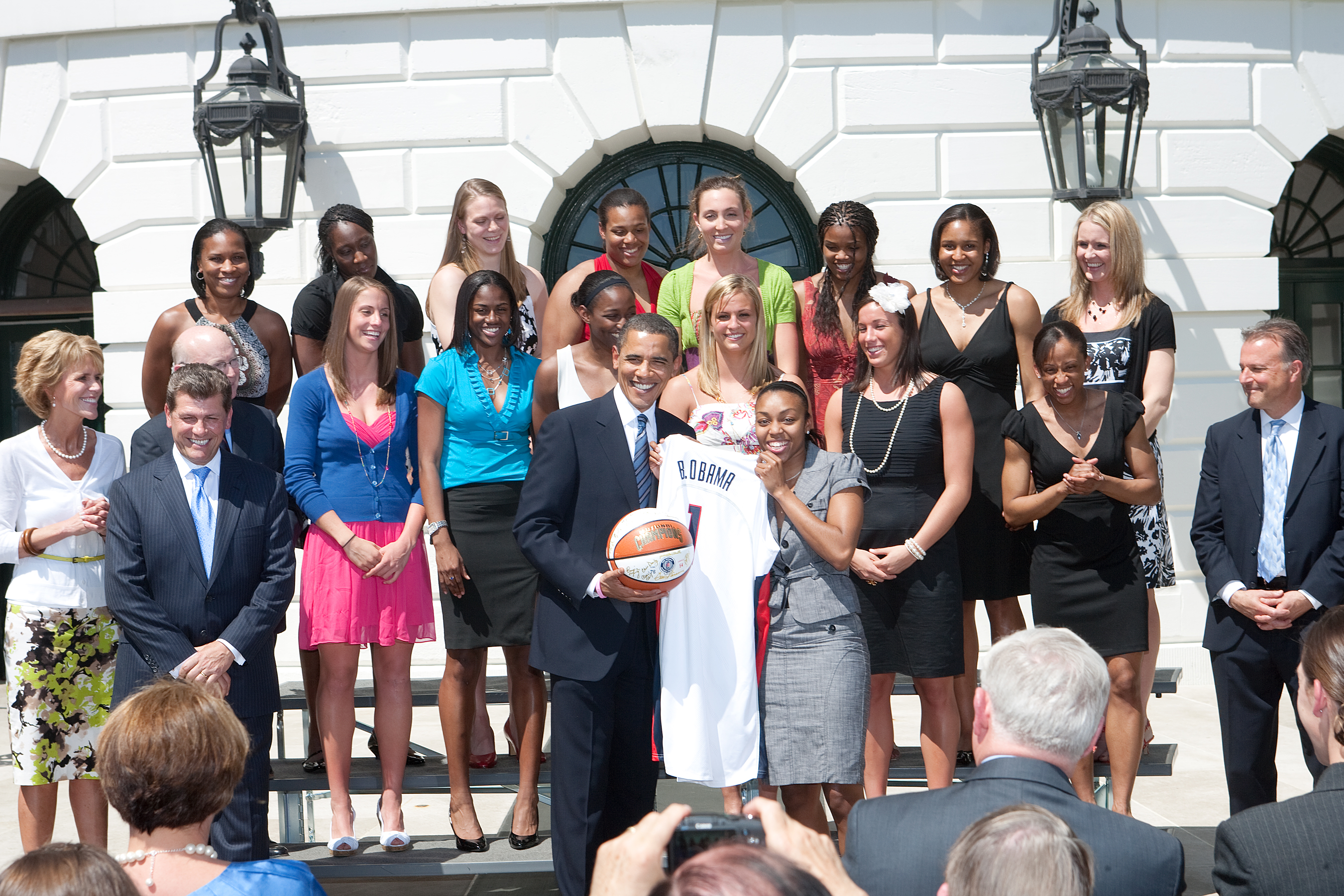
Les championnes NCAA de basket-ball 2009 reçues à la Maison Blanche.

L'entraîneur de l'équipe de basket-ball féminin, Geno Auriemma, a obtenu onze titres avec l'équipe. En 2014, il conduit les Huskies à la cinquième saison où ils finissent invaincus (40 victoires) avec un titre de champion obtenu face aux Fighting Irish de Notre-Dame. L'équipe de 2002 avec Sue Bird, Diana Taurasi et Swin Cash est considérée comme une des meilleures de tous les temps en NCAA, mais Gary Blair (entraîneur des Aggies de Texas A&M jusqu'en 2011) préfère lui le cinq de 2014 avec Breanna Stewart, Stefanie Dolson, Moriah Jefferson, Bria Hartley et Kaleena Mosqueda-Lewis. En 2015, les Huskies remportent un troisième titre consécutif, le dixième de leur histoire, mais également la récompense de meilleure équipe NCAA de basket-ball féminin du point de vue académique.
Enfin, en 2016, les Huskies obtiennent leur quatrième titre consécutif en ayant terminé la saison invaincus en 38 rencontre disputées avec un écart moyen de 39,8 points lors du tournoi final. Sur les trois dernières saisons, leur bilan est de 116-1, la seule défaite ayant été concédée face à Stanford (88-86 après prolongation) en novembre 2014. Invaincues dans la saison régulière malgré le départ de leurs trois meilleurs éléments à la draft WNBA 2016 (Breanna Stewart, Moriah Jefferson, Morgan Tuck), les Huskies portent à 111 leur série de victoires consécutives, jusqu'à leur défaite 64 à 66 après prolongation en demi-finale du tournoi final NCAA 2017 contre les Bulldogs de Mississippi State. Ce 111e succès était aussi le 113e succès de Geno Auriemma en tournoi final, surpassant le record de 112 détenu jusque-là par Pat Summitt.

### Palmarès(à la fin de la saison de basket-ball 2024-25)
- Athlétisme et cross country masculin par équipe :
  - En salle :
    - Vainqueurs du championnat de l'American Athletic Conference : (1) 2014
    - Vainqueurs du championnat de la Big East Conference : (9) 1987, 1997, 2002, 2004, 2006, 2008, 2009, 2011, 2013

  - En extérieur :
    - Vainqueurs du championnat de l'American Athletic Conference : (1) 2015
    - Vainqueurs du championnat de la Big East Conference : (4) 1982, 2002, 2011, 2013
- Athlétisme et cross country féminin par équipe :
  - En salle :
    - Vainqueurs du championnat de la Big East Conference : (2) 2008, 2009

  - En extérieur :
    - Vainqueurs du championnat de la Big East Conference : (1) 1995
- Baseball :
  - Apparitions aux Men's College World Series : 1957, 1959, 1965, 1972, 1979
  - Apparitions au tournoi final NCAA : 1957, 1958, 1959, 1960, 1961, 1963, 1965 1968, 1970, 1972, 1977, 1979, 1990, 1993, 1994, 2010, 2011, 2013, 2016, 2018, 2019, 2021, 2022, 2023, 2024
  - Champions du tournoi final de la Big East Conference : 1990, 1994, 2013, 2021, 2022
  - Champions en saison régulière de la Big East Conference : 2011, 2021, 2022, 2023, 2024
  - Champions du tournoi final de l'American Athletic Conference : 2016
- Basket-ball masculin (~ = palmarès annulé par la NCAA) :
  - Tournoi national NCAA :
    - Titre national : 1999, 2004, 2011, 2014, 2023, 2024
    - Participations aux 1/2 finales (Final Four)  : 1999, 2004, 2009, 2011, 2014, 2023, 2024
    - Participations aux 1/4 de finale (Elite Eight)  : 1964, 1990, 1995, 1998, 1999, 2002, 2004, 2006, 2009, 2011, 2014, 2023, 2024
    - Participations aux 1/8 de finale (Sweet Sixteen)  : 1951, 1956, 1964, 1976, 1990, 1991, 1994, 1995, 1996~, 1998, 1999, 2002, 2003, 2004, 2006, 2009, 2011, 2014, 2023, 2024
    - Participations aux 1/16 de finale : 1976, 1979, 1990, 1991, 1992, 1994, 1995, 1996~, 1998, 1999, 2000, 2002, 2003, 2004, 2005, 2006, 2009, 2011, 2014, 2016, 2023, 2024, 2025
    - Participations au tournoi : 1951, 1954, 1956, 1957, 1958, 1959, 1960, 1963, 1964, 1965, 1967, 1976, 1979, 1990, 1991, 1992, 1994, 1995, 1996~, 1998, 1999, 2000, 2002, 2003, 2004, 2005, 2006, 2008, 2009, 2011, 2012, 2014, 2016, 2021, 2023, 2024, 2025

  - Palmarès en Big East Conference :
    - Champions du tournoi final de conférence : 1976, 1979, 1990, 1996, 1998, 1999, 2002, 2004, 2011, 2016, 2024
    - Champions de saison régulière en conférence : 1925, 1926, 1928, 1941, 1944, 1948, 1949, 1951, 1952, 1953, 1954, 1955, 1956, 1957, 1958, 1959, 1960, 1963, 1964, 1965, 1966, 1967, 1970, 1976, 1990, 1994, 1995, 1996, 1998, 1999, 2002, 2003, 2005, 2006, 2024

  - Palmarès en American Athletic Conference :
    - Champions du tournoi final : 2016
- Basket-ball féminin :
  - Tournoi national NCAA :
    - Titre national : 1995, 2000, 2002, 2003, 2004, 2009, 2010, 2013, 2014, 2015, 2016, 2025
    - Finalistes : 2022
    - Participations aux 1/2 finales (Final Four): 1991, 1995, 1996, 2000, 2001, 2002, 2003, 2004, 2008, 2009, 2010, 2011, 2012, 2013, 2014, 2015, 2016, 2017, 2018, 2019, 2021, 2022, 2024, 2025
    - Participations aux 1/4 de finale (Elite Eight) : 1991, 1995, 1996, 2000, 2001, 2002, 2003, 2004, 2008, 2009, 2010, 2011, 2012, 2013, 2014, 2015, 2016, 2017, 2018, 2019, 2021, 2022, 2024, 2025
    - Participations aux 1/8 de finale (Sweet Sixteen) : 1991, 1994, 1995, 1996, 1997, 1998, 1999, 2000, 2001, 2002, 2003, 2004, 2005, 2006, 2007, 2008, 2009, 2010, 2011, 2012, 2013, 2014, 2015, 2016, 2017, 2018, 2019, 2021, 2022, 2023, 2024, 2025
    - Participations au tournoi : 1989, 1990, 1991, 1992, 1993, 1994, 1995, 1996, 1997, 1998, 1999, 2000, 2001, 2002, 2003, 2004, 2005, 2006, 2007, 2008, 2009, 2010, 2011, 2012, 2013, 2014, 2015, 2016, 2017, 2018, 2019, 2021, 2022, 2023, 2024, 2025

  - Palmarès en Big East Conference :
    - Championnes du tournoi final : 1989, 1991, 1994, 1995, 1996, 1997, 1998, 1999, 2000, 2001, 2002, 2005, 2006, 2008, 2009, 2010, 2011, 2012, 2021, 2022, 2023, 2024, 2025
    - Championnes de la saison régulière : 1989, 1990, 1991, 1994, 1995, 1996, 1997, 1998, 1999, 2000, 2001, 2002, 2003, 2004, 2007, 2008, 2009, 2010, 2011, 2021, 2022, 2023, 2024, 2025

  - Palmarès en American Athletic Conference :
    - Championnes du tournoi final : 2014, 2015, 2016, 2017, 2018, 2019, 2020
    - Championnes de la saison régulière : 2014, 2015, 2016, 2017, 2018, 2019, 2020
- Golf masculin (par équipe) :
  - Apparitions au tournoi final national NCAA : (1) 1980
  - Vainqueurs du tournoi final de la Big East Conference : (1) 1994
- Hockey sur gazon :
  - Tournoi national NCAA :
    - Titre national : (5) 1981, 1985, 2013, 2014, 2017
    - Finalistes : (2) 1982, 1983
    - 1/4 de finales : (15) 1981, 1982, 1983, 1984, 1985, 1998, 1999, 2006, 2007, 2011, 2013, 2014, 2015, 2016, 2017
    - Participations au tournoi : (26)

  - Palmarès en Big East Conference :
    - Champions de la saison régulière : (15) 1996, 1997, 1998, 1999, 2000, 2002, 2003, 2004, 2005, 2007, 2008, 2011, 2013, 2014, 2015, 2016
    - Champions du tournoi final : (15) 1992, 1996, 1998, 1999, 2000, 2002, 2004, 2005, 2006, 2007, 2009, 2012, 2013, 2014, 2015, 2016
- Hockey sur glace masculin :
  - Vainqueurs du tournoi de la Hockey East Association : (1) 2000
- Crosse (lacrosse) féminin :
  - Apparitions au tournoi final NCAA: (1) 2013
  - Championnes de l'ECAC : (1) 2006
- Football (soccer) masculin :
  - Tournoi final NCAA :
    - Titre national : 1948, 1981, 2000
    - 1/2 finales : 1960, 1981, 1982, 1983, 1999, 2000
    - 1/4 de finale : 1980, 1981, 1982, 1983, 1999, 2000, 2002, 2007, 2011, 2012, 2013
    - Apparitions au tournoi : 1960, 1966, 1972, 1973, 1974, 1975, 1976, 1978, 1979, 1980, 1981, 1982, 1983, 1984, 1985, 1987, 1988, 1989, 1998, 1999, 2000, 2001, 2002, 2003, 2004, 2005, 2007, 2008, 2009, 2010, 2011, 2012, 2013, 2015, 2018

  - Palmarès en Big East Conference :
    - Champions du tournoi final : 1983, 1984, 1989, 1999, 2004, 2005, 2007
    - Champions de la saison régulière : 1985, 1987, 1988, 1989, 1998, 1999, 2000, 2001, 2005, 2007, 2009, 2012
- Football (soccer) féminin :
  - Tournoi final NCAA :
    - Finalistes : 1984, 1990, 1997, 2003
    - 1/2 finales : 1982, 1983, 1984, 1990, 1994, 1997, 2003
    - 1/4 de finales : 1982, 1983, 1984, 1986, 1987, 1990, 1991, 1993, 1994, 1995, 1996, 1997, 1998, 1999, 2000, 2002, 2003, 2007
    - Apparitions au tournoi: 1982, 1983, 1984, 1985, 1986, 1987, 1988, 1989, 1990, 1991, 1992, 1993, 1994, 1995, 1996, 1997, 1998, 1999, 2000, 2001, 2002, 2003, 2004, 2005, 2006, 2007, 2009, 2010, 2014, 2015, 2016, 2024

  - Palmarès en Big East Conference :
    - Champions du tournoi final : 2002, 2004, 2024
    - Champions de la saison régulière : 1995, 1998, 1999, 2000, 2001, 2002, 2003, 2005, 2016

  - Palmarès en American Athletic Conference :
    - Champions du tournoi final : 2014, 2016
- Softball féminin :
  - Apparition au tournoi final du Women's College World Series : (1) 1993
  - Palmarès en Big East Conference :
    - Champions du tournoi final : (7) 1990, 1991, 1992, 1993, 1995, 1996, 2001
    - Champions de la saison régulière : (6) 1992, 1993, 1994, 1995, 1996, 1997, 2022, 2023
- Natation et plongeon :
  - Champions de la Big East Conference : (5)
- Volley-ball féminin :
  - Championnes du tournoi final de la Big East Conference : (2) 1994, 1998